# یونانیان در سوریه

سوریه

یونانیان در سوریه در قرن هفتم پیش از میلاد وارد شدند و در عصر هلنیستی و زمانی که امپراتوری سلوکی در آن‌جا حکومت می‌کرد، برجسته‌تر شدند. امروزه یک گروه یونانی با حدود ۴٫۵۰۰ نفر در سوریه وجود دارد که اکثر آنها ملیت سوری دارند و عمدتاً در حلب (مرکز اصلی تجاری و مالی کشور)، بانیاس، طرطوس و دمشق، پایتخت زندگی می‌کنند. همچنین حدود ۸٫۰۰۰ مسلمان یونانی زبان با اصالت کرتی در الحمیدیه سکونت دارند.

## تاریخ
حضور یونانیان در سوریه از همان نخست ثابت شده‌است و در واقع نام سوریه از کلمه یونانی آشور گرفته شده‌است.

### عصر آهن

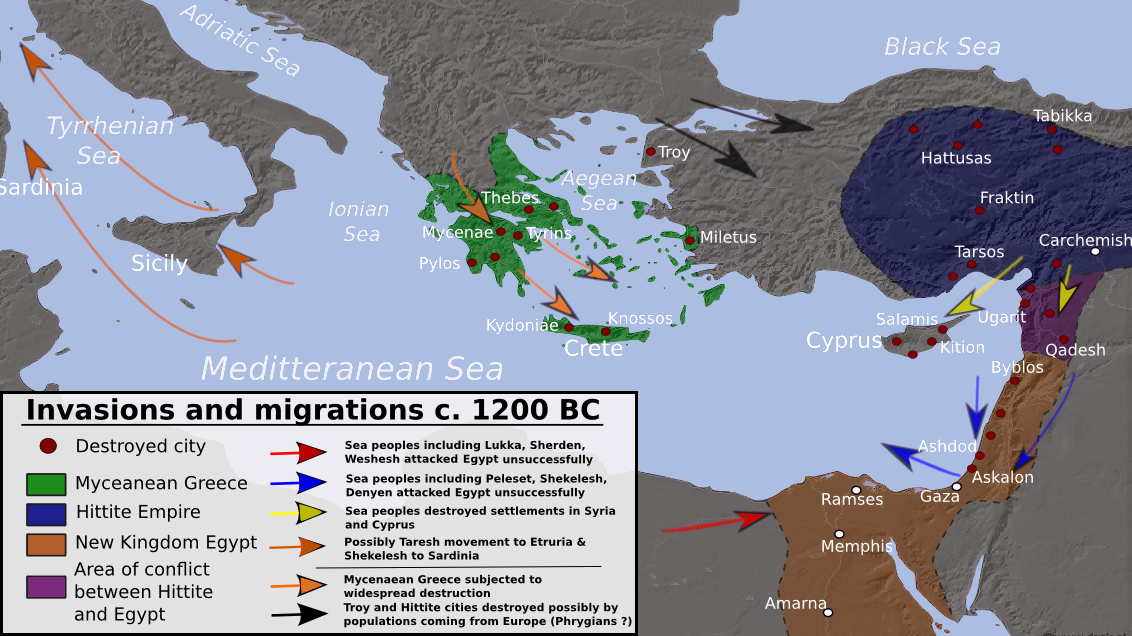
تهاجمات، جابجایی جمعیت و ویرانی در زمان فروپاشی عصر برنز، ج. ۱۲۰۰ ق. م

شام باستان در ابتدا تحت تسلط تعدادی از مردمان بومی سامی زبان بود. کنعانیان، آموری‌ها و آشوری‌ها، علاوه بر قدرت‌های هند و اروپایی؛ لووی‌ها، میتانی‌ها و هیتی‌ها. با این حال، در طول فروپاشی اواخر عصر برنز، مناطق ساحلی مورد حمله مجموعه‌ای از ۹ قبیله دریانورد قرار گرفتند که به عنوان مردمان دریا شناخته می‌شدند. به اعتقاد مورخان دوره انتقالی دورانی خشن، ناگهانی و مخل فرهنگی بوده‌است. در این دوره، شرق مدیترانه شاهد سقوط پادشاهی‌های میسین، امپراتوری هیتی در آناتولی و سوریه، و پادشاهی جدید مصر در سوریه و کنعان بود.
در میان مردم دریا یونانی‌ها نخستین گروهی بودند که به شام مهاجرت کردند. حداقل سه قبیله از ۹ قبیله مردمان دریاها از یونانی‌ها بوده‌اند. Denyen , Ekwesh، و Peleset، اگرچه برخی نیز شامل Tjeker هستند. به گفته محققان، پلست‌ها اجازه داشتند در نوار ساحلی از غزه تا یاپا ساکن شوند و به فلسطینیان تبدیل شدند. در حالی که دنین‌ها از یاپا به عکا و تجکرها در عکا ساکن شدند. خلأ سیاسی که در نتیجه فروپاشی امپراتوری هیتی و مصر به وجود آمد، شاهد ظهور دولت‌های سیرو-هیتی، تمدن‌های فلسطینی و فنیقیه و در نهایت امپراتوری نوآسوری بود.
المینه یک مستعمره تجاری یونان بود.

### عصر هلنیستی
اطلاعات بیشتر: جنگ‌های اسکندر مقدونی، امپراتوری سلوکی، کوئل-سوریه

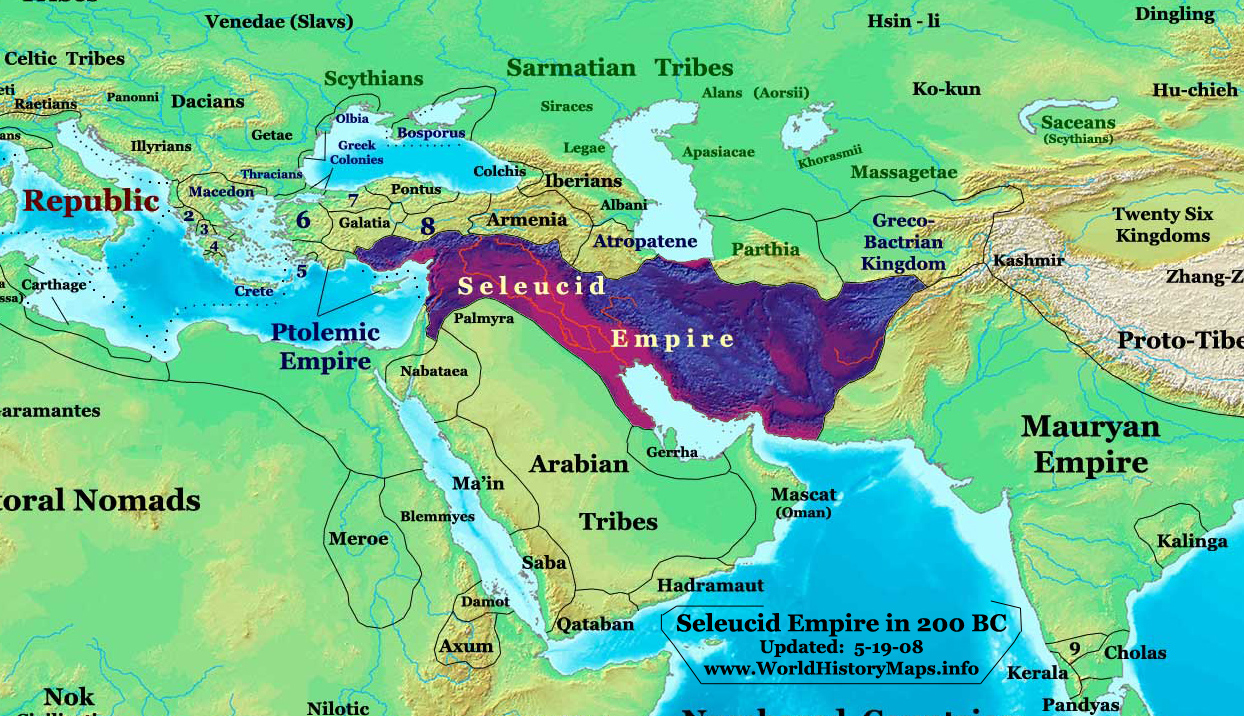
امپراتوری سلوکیان در سال ۲۰۰ قبل از میلاد (قبل از گسترش به آناتولی و یونان)

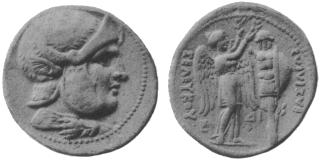
سکه نقره سلوکوس. بر روی کتیبه یونانی آمده‌است: ΒΑΣΙΛΕΩΣ ΣΕΛΕΥΚΟΥ (پادشاه سلوکوس)

تاریخ یونانی‌ها در سوریه به‌طور سنتی با فتح امپراتوری ایران توسط اسکندر مقدونی آغاز می‌شود. پس از مرگ اسکندر، امپراتوری او به چندین ایالت جانشین تقسیم شد و بدین ترتیب آغاز عصر هلنیستی آغاز شد. برای شام و بین‌النهرین، به معنای تحت کنترل سلوکوس اول نیکاتور و امپراتوری سلوکیان بود. دوره هلنیستی با موج جدیدی از استعمار یونان مشخص شد. استعمارگران یونانی از تمام نقاط جهان یونان آمده بودند. مراکز اصلی این گسترش فرهنگی جدید هلنیسم در شام، شهرهایی مانند انطاکیه و سایر شهرهای تتراپولیس سلوکیس بودند. مخلوطی از یونانی‌زبان‌ها باعث ایجاد یک گویش رایج مبتنی بر آتیک شد که به یونانی کوئینه معروف است، که در سراسر هلنیستی به زبان فرانسه تبدیل شد.
امپراتوری سلوکی یک امپراتوری اصلی فرهنگ هلنیستی بود که برتری آداب و رسوم یونانی را حفظ کرد که در آن نخبگان سیاسی یونانی در نواحی شهری تازه تأسیس تسلط داشتند. جمعیت یونانی شهرهایی که نخبگان غالب را تشکیل می‌دادند با مهاجرت از یونان تقویت شدند. ایجاد شهرهای جدید یونان با این واقعیت کمک کرد که سرزمین اصلی یونان بیش از حد جمعیت بود و بنابراین امپراتوری وسیع سلوکی را برای استعمار آماده کرد. به غیر از این شهرها، تعداد زیادی پادگان سلوکی (choria)، مستعمرات نظامی (katoikias) و روستاهای یونانی (komai) نیز وجود داشت که سلوکیان در سراسر امپراتوری برای تحکیم حکومت خود کاشته بودند.

### دوران روم
هلنیسم لوانتین تحت حاکمیت روم در چندین منطقه مانند دکاپولیس شکوفا شد. انطاکیه‌ها در شام شمالی زمانی که سلوکیه در نهایت در سال ۶۴ قبل از میلاد توسط پومپه در جنگ سوم میتریداتیک به جمهوری روم ضمیمه شد، خود را تحت سلطه رومیان یافتند. در حالی که کسانی که در شام جنوبی بودند به تدریج جذب دولت روم شدند. سرانجام در سال ۱۳۵ پس از شورش بارکوخبا، شمال و جنوب به استان رومی سوریه Palaestina ادغام شدند که تا حدود سال ۳۹۰ وجود داشت در طول عمر خود، جمعیت سوریه فلسطین در شمال متشکل از جمعیت مرکب چند خدایی از فنیقی‌ها، آرامی‌ها و یهودیان بود که اکثریت را تشکیل می‌دادند، همچنین آنچه از استعمارگران یونانی، جوامع عرب ایتوریایی‌ها و بعدها نیز غسانیان باقی مانده بود. در شرق، آرامی‌ها و آشوری‌ها اکثریت را تشکیل می‌دادند. در جنوب، سامری‌ها، نبطی‌ها و یونانی-رومی‌ها تقریباً در اواخر قرن دوم اکثریت را تشکیل می‌دادند.

### دوران بیزانس

پرچمی که توسط کلیسای ارتدکس یونان استفاده می‌شود

در سراسر قرون وسطی، یونانیان بیزانس خود را به عنوان Romaioi یا Romioi (به یونانی: Ῥωμαῖοι، Ρωμιοί، به معنی "رومی ها") و Graikoi (Γραικοῖ، به معنای "یونانیان") معرفی می‌کردند. از نظر زبانی، آنها به یونانی بیزانسی، معروف به "رومی" صحبت می‌کردند که بین مراحل هلنیستی (کوئین) و مدرن زبان قرار دارد. بیزانسی‌ها، خود را فرزندان یونان کلاسیک، وارثان سیاسی امپراتوری روم و پیروان رسولان می‌دانستند. بنابراین، احساس آنها از «رومانیت» با حس هم عصر خود در غرب متفاوت بود.
تسلط بیزانس در شام معروف به اسقف شرق، یکی از مناطق عمده تجاری، کشاورزی، مذهبی و فکری امپراتوری بود و موقعیت استراتژیک آن در مقابل امپراتوری ساسانی و قبایل سرکش بیابانی به آن اهمیت نظامی استثنایی می‌بخشید. . کل منطقه اسقف نشین سابق بین سال‌های ۶۰۹ تا ۶۲۸ به تصرف ساسانیان درآمد، اما توسط هراکلیوس امپراتور بازپس گرفته شد تا اینکه پس از جنگ یرموک و سقوط انطاکیه، آن را به اعراب از دست داد.

### فتح اعراب
اطلاعات بیشتر: فتح شام توسط مسلمانان، جنگ‌های اعراب و بیزانس

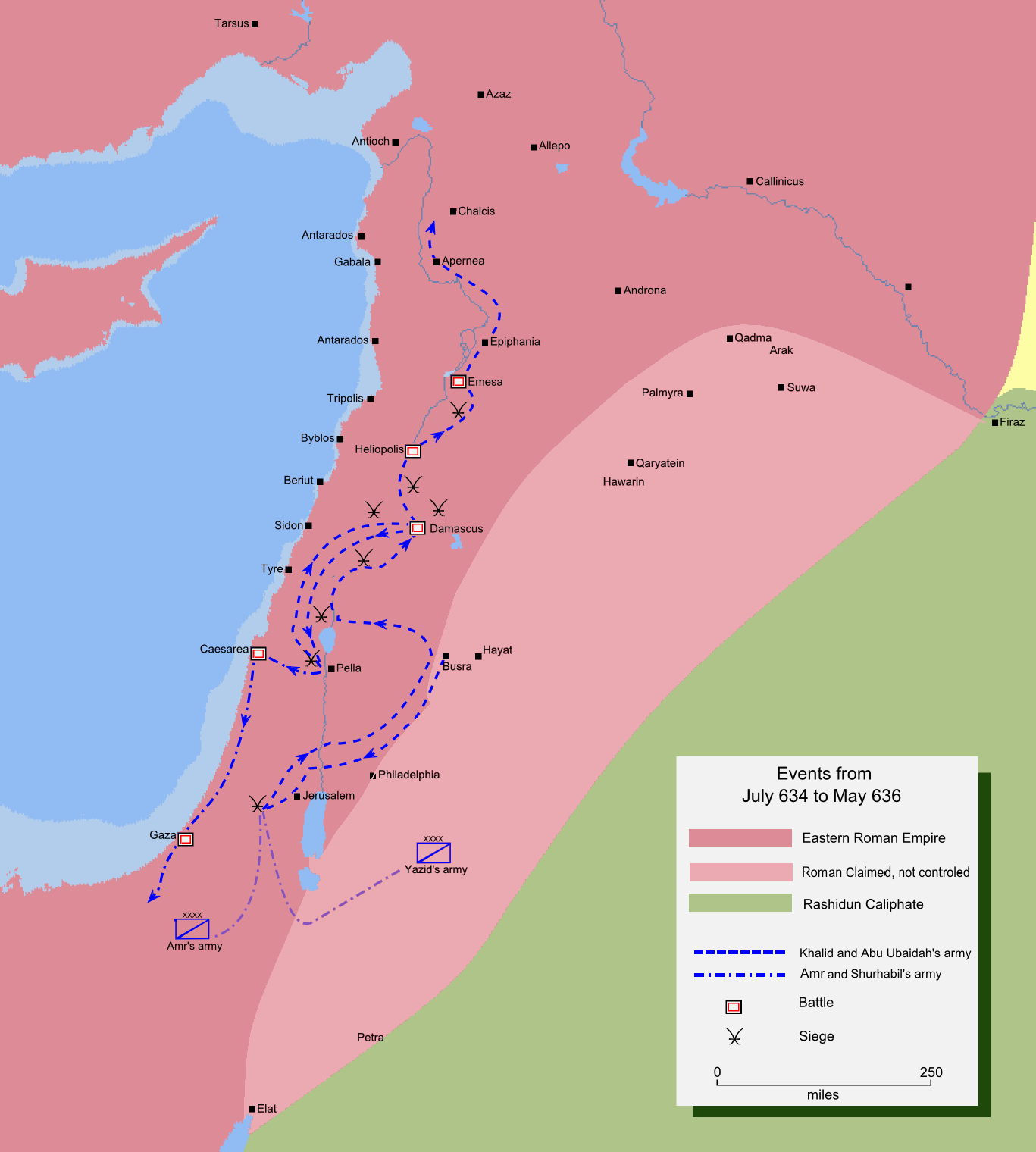
نقشه جزئیات مسیر تهاجم مسلمانان به مرکز سوریه

فتح سوریه توسط اعراب (به عربی: الفتح الإسلامی لبلاد الشام) در نیمه اول قرن هفتم اتفاق افتاد، و اشاره به فتح شام دارد که بعدها به استان اسلامی بلاد الشام معروف شد. در آستانه فتوحات مسلمانان عرب، بیزانسی‌ها هنوز در حال بازسازی اقتدار خود در شام بودند که تقریباً بیست سال از دست آنها گذشته بود. در زمان فتح اعراب، بلاد الشام عمدتاً توسط مسیحیان محلی آرامی زبان، عرب‌های غسانی و نبطی و همچنین یونانی‌ها و اقلیت‌های غیر مسیحی یهودی، سامری و ایتوریایی سکونت داشتند. جمعیت منطقه تا نزدیک به یک هزاره پس از فتح، عمدتاً مسلمان و عرب نبودند.

#### در شام جنوبی
ارتش اعراب مسلمان در نوامبر ۶۳۶ به اورشلیم که در اختیار بیزانس بود حمله کرد. چهار ماه محاصره ادامه داشت. در نهایت، پدرسالار ارتدکس اورشلیم، سوفرونیوس، موافقت کرد که اورشلیم را شخصاً به خلیفه عمر تسلیم کند. عمر که در آن زمان در مدینه بود، با این شرایط موافقت کرد و برای امضای کاپیتولاسیون در بهار ۶۳۷ به بیت‌المقدس رفت. سوفرونیوس اورشلیم نیز پیمانی با خلیفه عمر، معروف به میثاق عمریه یا میثاق عمر، به امضا رساند که در ازای جزیه، مالیاتی که باید به غیر مسلمانان فتح شده به نام «ذمیس» پرداخت شود، برای مسیحیان آزادی دینی می‌داد. در حالی که اکثریت جمعیت اورشلیم در زمان تسخیر اعراب یونانی - مسیحی بودند، اکثریت جمعیت فلسطین در حدود ۳۰۰۰۰۰–۴۰۰۰۰۰ نفر هنوز یهودی بودند. پس از آن، روند اعراب سازی و اسلامی سازی فرهنگی اتفاق افتاد که مهاجرت به فلسطین را با پذیرش زبان عربی و مسلمان شدن بخشی از مردم محلی ترکیب کرد.

### دوره عثمانی
از نظر تاریخی، پیروان کلیسای ارتدکس یونان و کلیسای کاتولیک یونانی ملکیت بدون در نظر گرفتن قومیت به عنوان بخشی از ملت روم (millet-i Rûm) یا «ملت رومی» توسط مقامات عثمانی در نظر گرفته می‌شدند.
بر اساس یک مطالعه قوم نگاری نادر که توسط مورخ و قوم‌شناس فرانسوی الکساندر سینوت در سال ۱۸۷۸ منتشر شد. ۱۶۰۰۰۰ یونانی در سراسر سوریه، لبنان و فلسطین زندگی می‌کردند.

#### جنگ استقلال یونان
به محض شروع انقلاب یونان، روم در سراسر امپراتوری هدف آزار و اذیت قرار گرفت و سوریه از خشم عثمانی در امان نماند. از ترس اینکه روم سوریه ممکن است به انقلاب یونان کمک کند، پورت دستور خلع سلاح آنها را صادر کرد. در اورشلیم، جمعیت مسیحی یونانی شهر، که تخمین زده می‌شد حدود ۲۰ درصد از کل شهر را تشکیل می‌دهند، نیز توسط مقامات عثمانی مجبور شدند سلاح‌های خود را کنار بگذارند، لباس سیاه بپوشند و به بهبود استحکامات شهر کمک کنند. اماکن مقدس ارتدکس یونانی، مانند صومعه بانوی بالامند، واقع در جنوب شهر طرابلس در لبنان، مورد حمله خرابکارانه و انتقام جویانه قرار گرفتند، که در واقع راهبان را مجبور به ترک آن تا سال ۱۸۳۰ کرد حتی اسقف ارتدوکس یونان نیز در امان نبود، زیرا درست پس از اعدام اسقف نشین کلیسا در قسطنطنیه دستور کشتن پاتریارک انطاکیه نیز دریافت شد، اما مقامات محلی نتوانستند دستورات را اجرا کنند.

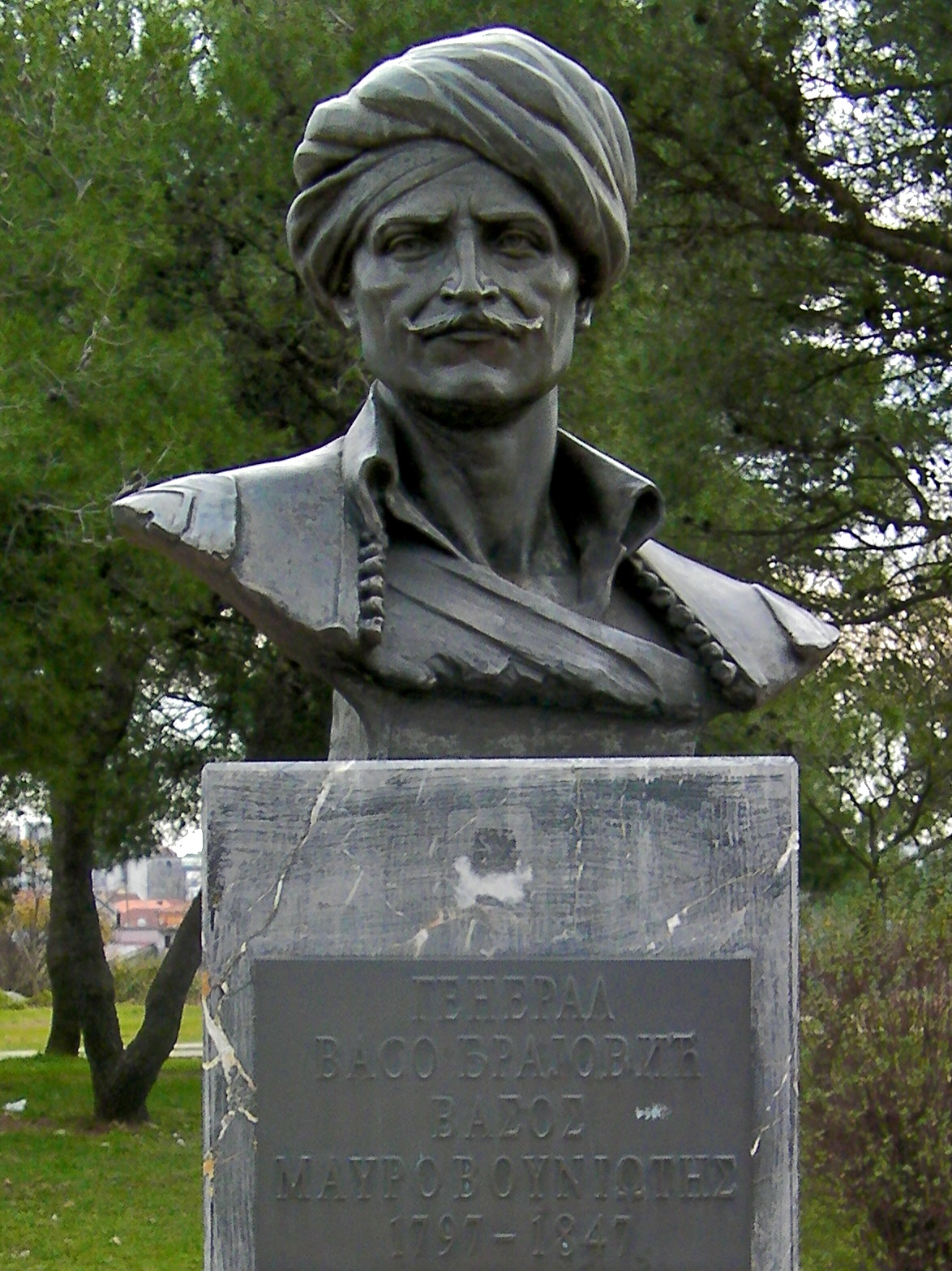
بنای یادبود Vasos Mavrovouniotis در Podgorica

در ۱۸ مارس ۱۸۲۶، ناوگانی متشکل از پانزده کشتی یونانی به رهبری واسوس ماوروونئوتیس تلاش کردند تا انقلاب یونان را در شام عثمانی گسترش دهند. به گفته جان بارکر سفیر وقت بریتانیا، مستقر در حلب، در یادداشتی به استراتفورد کانینگ، سفیر بریتانیا، در قسطنطنیه نوشت، انقلابیون یونان در بیروت فرود آمدند، اما توسط یک مفتی محلی و نیروی دفاعی که با عجله ترتیب داده شده بود، دفع شدند. گرچه یونانی‌ها در ابتدا دفع شدند، اما موفق شدند بخشی کوچک از شهر را در نزدیکی ساحل دریا در منطقه‌ای ساکن روم‌های محلی نگه دارند که طی آن از رومی‌ها درخواست کردند که «قیام کنند و به آنها بپیوندند»  و حتی دعوت نامه‌ای نیز به رئیس دروزهای محلی فرستادند که به انقلاب بپیوندند. چند روز بعد، در ۲۳ مارس ۱۸۲۶، فرماندار منطقه عبدالله پاشا، ستوان خود و نزدیک به ۵۰۰ نیروی نامنظم آلبانیایی را برای انتقام قیام نافرجام فرستاد.

#### کشتار حلب در سال ۱۸۵۰
در ۱۷ تا ۱۸ اکتبر ۱۸۵۰، شورشیان مسلمان به محله‌های مسیحی نشین حلب حمله کردند. پس از آن، سوابق عثمانی نشان می‌دهد که ۶۸۸ خانه، ۳۶ مغازه و ۶ کلیسا و کتابخانه آن آسیب دیده‌اند. وقایع باعث شد صدها مسیحی عمدتاً به بیروت و زمیرنا مهاجرت کنند.

#### کشتار دمشق در سال ۱۸۶۰
در ۱۰ ژوئیه ۱۸۶۰ سنت جوزف دمشقی و ۱۱۰۰۰ مسیحی ارتدوکس و کاتولیک یونانی انطاکیه در هنگامی که غارتگران دروزی بخشی از شهر دمشق را ویران کردند کشته شدند. روم‌ها به کلیساها و صومعه‌های باب توما ("دروازه قدیس توماس") پناه برده بودند. کشتار بخشی از جنگ داخلی کوه لبنان در سال ۱۸۶۰ بود که با شورش مارونی‌ها در کوه لبنان آغاز شد و با کشتار در دمشق به اوج خود رسید.

### جنگ جهانی اول و نسل‌کشی یونانیان عثمانی
در طی جنگ جهانی اول، روم، در کنار یونانیان عثمانی، مورد هدف مقامات اتحادی عثمانی قرار گرفت، در واقعه‌ای که امروزه به عنوان نسل‌کشی یونانیان عثمانی شناخته می‌شود. در نتیجه، سه کلان‌شهر تارسوس و آدانا، کلان‌شهر آمیدا و کلان‌شهر تئودوسیوپلیس به‌طور کامل نابود شدند. آن انطاکیه ای که خارج از قیمومیت فرانسه برای سوریه و لبنان زندگی می‌کردند، در معرض تبادل اجباری جمعیت در سال ۱۹۲۳ قرار گرفتند که به نسل‌کشی یونانیان عثمانی پایان داد. یکی از شهرهای یونان مدرن، که از بازماندگان انطاکیه ای از تبادل جمعیت تشکیل شده‌است، نیا سلفکیا است. که در اپیروس قرار دارد. بنیانگذاران Nea Selefkia پناهندگان از Silifke در کیلیکیا بودند.

## موقعیت کنونی
دمشق از سال ۱۹۱۳ محل زندگی یک جامعه سازمان یافته یونانی بوده‌است، اما تعداد قابل توجهی از مسلمانان یونانی اصالتاً از کرت عثمانی نیز وجود دارند که از اواخر دوره عثمانی در چندین شهر و روستای ساحلی سوریه و لبنان زندگی می‌کنند.
آنها توسط سلطان عبدالحمید دوم پس از جنگ یونان و ترکیه در سال ۱۸۹۷–۱۹۹۸، که در آن امپراتوری عثمانی کرت را به پادشاهی یونان از دست داد، در آنجا ساکن شدند. قابل توجه‌ترین روستای مسلمانان کرت در سوریه که هنوز مورد مطالعه قرار نگرفته‌است، الحمیدیه است که بسیاری از ساکنان آن همچنان به زبان یونانی به عنوان زبان نخست صحبت می‌کنند. البته جمعیت یونانی-سوری قابل توجهی در حلب و همچنین جوامع کوچکتر در لاذقیه، طرطوس و حمص وجود دارد.

## مسلمانان یونانی در سوریه
علاوه بر جمعیت مسیحی ارتدوکس یونانی، حدود ۸هزار مسیحی یونانی زبان با اصل کرتی در الحمیدیه سوریه و ۷هزار نفر از مسلمانان یونانی‌تبار در طرابلس لبنان زندگی می‌کنند. مسلمانان یونان اکثریت جمعیت الحمیدیه را تشکیل می‌دهند. تا سال ۱۹۸۸، بسیاری از مسلمانان یونانی از لبنان و سوریه گزارش داده بودند که به دلیل وابستگی مذهبی خود توسط سفارت یونان مورد تبعیض قرار گرفته‌اند. اعضای جامعه با بی‌تفاوتی و حتی خصومت تلقی می‌شوند و از ویزا و فرصت بهبود یونانی خود از طریق سفر به یونان محروم می‌شوند.
به دلیل جنگ داخلی سوریه، بسیاری از یونانیان مسلمان به قبرس نزدیک پناه بردند و حتی برخی به سرزمین اصلی خود کرت رفتند، با این حال آنها هنوز به عنوان خارجی در نظر گرفته می‌شوند.